# Vitnoshumla
Vitnoshumla (Bombus semenoviellus), på finlandssvenska tidigare uralhumla, även om Finlands artdatacenter numera använder namnet vitnoshumla, är en insekt i överfamiljen bin (Apoidea). Arten har även kallats Semenovs humla i Sverige, men från och med 19 juni 2018 rekommenderas det nya, rikssvenska trivialnamnet vitnoshumla, eftersom Kommittén för svenska djurnamn numera avråder från att använda egennamn i svenska trivialnamn.

## Utbredning
Humlan förekommer i Finland, Sverige, Estland, Lettland, Litauen, Tjeckien, Tyskland, Polen, Vitryssland, norra Österrike, norra Slovakien samt Ryssland till Bajkalsjön och östra Sibirien. Uppgifterna om dess ursprung går något isär. Enligt vissa källor skall den ursprungligen varit en asiatisk art. Andra menar att den är en rent europeisk art, ursprungligen härstammande från trakten av Moskva.
Klart är emellertid, att den expanderar västerut. Den nådde Tyskland 1998, Slovakien 2011 och 2013 påträffades ett enstaka exemplar i Hvaler i Norge, som man misstänker kommit dit via Sverige.
Det första nordiska fyndet gjordes i östligaste Finland 1964. I Finland förekommer den främst i de sydöstra delarna av landet, även om den börjat dra sig norrut och har påträffats i Norra Savolax och Norra Österbotten på senare år (2019 till åtminstone 2022).
I Sverige påträffades en hona den 15 juni 2017 i närheten av Stora Rör på Öland. Senare har den påträffats fler gånger i samma landskap. Artdatabanken betecknar arten numera som "bofast och reproducerande". Den har också påträffats två gånger i Skåne, och Artdatabanken betraktar det numera (2022) som troligt att den även är reproducerande i Skåne.
I Finland är arten sedan 2010 klassificerad som livskraftig ("LC"); tidigare var den rödlistad som nära hotad ("NT"). I Sverige har den ännu ej (2024) fått någon klassificering, utan upptas som ej bedömd ("NA").

## Beskrivning
Vitnoshumlan har gulaktig till krämfärgad behåring på huvud och mellankropp, och ett svart tvärband på mellankroppen mellan vingfästena. Tvärbandet är smalt hos hanen, brett hos honan. Honan har dessutom blekgul päls på hjässa och panna, medan hanen har kraftig, blekgul behåring i ansiktet samt mera glest på bröstet och hela undersidan. På bakkroppen är tergit 1 och från tergit 4 bakåt vitaktiga, medan tergit 2 och 3 har kort, svart päls. Kroppslängden är 16 till 19 mm för drottningar, 11 till 14 mm för arbetare och 13 till 15 mm för hanar. Humlan liknar ljunghumla och trädgårdshumla, men vitnoshumlan har blandade svarta och vita hår på benen.

## Ekologi
Födomässigt är arten generalist, och har påträffats på blommande växter från många olika familjer, gärna sådana som har grunda blomkorgar med lättillgänglig nektar på grund av artens korta tunga. Bland besökta växter kan nämnas flockblommiga växter som strätta, korgblommiga växter som färgkulla och renfana, vänderotsväxter som läkevänderot, väddväxter som fältvädd samt grobladsväxter som strandveronika. Flygtiden antas vara från maj till augusti, möjligtvis längre.
Vitnoshumlan har tidigare ansetts föredra skogsområden med kyligare klimat, då framför allt björktajga i Ryssland där den kan gå upp till 1 100 meter. I Polen och Tyskland förekommer den emellertid i hög grad även i trädgårdar och myrar, längs stränder och även i påtagligt störd ruderatmark som industritomter. Boet förmodas vara underjordiskt.